# Société italienne de mathématiques appliquées et industrielles
La Société italienne de mathématiques appliquées et industrielles (Società italiana di matematica applicata e industriale, SIMAI), est une association culturelle italienne à but non lucratif, vouée à la promotion du développement des mathématiques appliquées et industrielles en Italie.

## Histoire
La Société est créée par un acte notarié du 20 décembre 1988, mais dont le début effectif peut être indiqué en janvier 1991. Le siège opérationnel de SIMAI se trouve à l'Istituto per le applicazioni del calcolo (it) (Institut pour les applications du Calcul) « Mauro Picone » du Conseil national de la recherche (CNR), qui assure également le soutien logistique des initiatives de SIMAI.
La SIMAI est la plus grande société de mathématiques appliquées en Italie et réunit près de 400 membres actifs dans le monde de l'université et des organismes de recherche. Avec l'Association italienne de recherche opérationnelle (it) (AIRO) et l'Association de mathématiques appliquées aux sciences économiques et sociales (it) (AMASES) elle fait partie de la "Federazione italiana di matematica applicata" (FIMA).
Comme indiqué dans ses statuts, la SIMAI a parmi ses objectifs la promotion du développement des mathématiques appliquées et industrielles et des disciplines connexes, en poursuivant une interaction plus efficace entre les universités, les instituts de recherche et les industries, dans les différents secteurs des mathématiques appliquées, et autour des problèmes d'intérêt industriel spécifique, en particulier en ce qui concerne le développement de modèles mathématiques, l'étude de leurs propriétés qualitatives, l'analyse numérique relative, jusqu'à la mise en œuvre de codes de calcul.
Le président actuel est Nicola Bellomo, de l'Université Polytechnique de Turin.

## Activités
La SIMAI organise un congrès national tous les deux ans.
Elle participe au Prix Lagrange en optimisation continue, décerné par la Société de mathématiques appliquées et industrielles (SMAI) et le Conseil international des mathématiques industrielles et appliquées (ICIAM), créé en 1998 avec le soutien de la Société espagnole de mathématiques appliquées (SEMA) en Espagne et de la SIMAI en Italie.

## Publications
La SIMAI assure la diffusion des informations la concernant par le biais de divers types de publications, dont un bulletin d'information publié en ligne, "Communications to SIMAI Congress", "SIMAI e-Lecture Notes" et "Matematica e Impresa"